# Vlčí Habřina
Vlčí Habřina é uma comuna checa localizada na região de Pardubice, distrito de Pardubice.